# Semic
Semic est une maison d'édition française spécialisée dans la bande dessinée, active de 1989 à 2005.
Successeur des Éditions Lug dont elle avait repris les publications, elle éditait principalement des comics issus des éditeurs américains (DC Comics, Marvel Comics, Image Comics, Top Cow Productions, Wildstorm, et CrossGen) ainsi que des bandes dessinées italiennes de l'éditeur Bonelli.

## Historique
En janvier 1989, Marcel Navarro, fondateur des Éditions Lug, part à la retraite. Tous les titres Lug sont vendus à Semic, le plus grand groupe de presse scandinave, présent partout en Europe, qui continue à les éditer en France sous le nom de SEMIC France.[réf. souhaitée]
En octobre 1996, l'entreprise perd les licences Marvel Comics et arrête toutes les traductions, y compris Strange qui paraissait depuis 26 ans. Elle entreprend de compenser cette perte en publiant des titres de DC Comics (dans Strange) et d'Image Comics (Gen 13, WildC.A.T.s, Cyberforce, etc.).[réf. souhaitée]
À la fin de l'année 1998, Semic France est racheté par le groupe Tournon, leader de la presse jeunesse en France. Ce dernier crée Semic S.A.[réf. souhaitée]
Toujours à la fin de l'année 1998, l'éditeur recrute un nouveau rédacteur en chef, Thierry Mornet, issu du fanzine Scarce.
En mai 1999, le groupe Tournon, propriétaire de Semic, déménage la rédaction de Lyon à Paris et accueille une nouvelle équipe rédactionnelle. La même année, le rachat de l'éditeur La Mascara permet au groupe de presse d'accéder au réseau de diffusion en librairie.[réf. souhaitée]
En 2000, cinquantenaire de Lug, Semic crée la collection Semic Books qui abritera des personnages et des séries telles que Batman, Superman, Authority, Green Arrow, Spawn et Sam & Twitch. Ces albums, qui touchent un nouveau public, permettent bientôt le développement de nouvelles collections (« Semic Noir ») et de nouveaux projets (réédition de Cosmic Patrouille, création de Sentaï School, etc.).[réf. souhaitée]
Au début des années 2000, l'entreprise lance de nouvelles séries tout en proposant des versions remises au goût du jour de ses anciens personnages : le scénariste Jean-Marc Lofficier se charge de coordonner l'ensemble des séries, censées composer un même univers (surnommé le « SemicVerse »). Mais les ventes des nouvelles séries s'avèrent insuffisantes.[réf. souhaitée]
En 2003, l'éditeur italien Bonelli, partenaire de Lug puis de Semic pendant plus de cinquante ans, met un terme à sa collaboration avec l'éditeur français, provoquant la fin d'une partie des publications de Semic,.
Fin 2004, Thierry Mornet est licencié. L'activité comics est alors reprise par Jérôme Martineau. L'accord de Semic avec DC Comics n'est pas prorogé.
Début 2005, les dernières parutions consacrées aux super-héros DC sont publiées avant que Semic ne perde le catalogue DC, repris l'année suivante par Panini.[réf. souhaitée]
En 2005, le groupe Tournon dissout la société pour concentrer ses activités éditoriales sur Carabas, une autre de ses filiales. La marque « Semic » continue d'appartenir à Tournon : 
Depuis 2011, le nom est à nouveau utilisé par une des sociétés du groupe, « Semic Distribution », chargée de commercialiser des produits dérivés, notamment pour le compte de Marvel.